# Dekanat praski (Czechy)
Dekanat praski (cz.: Pražský děkanát) – jeden z 7 dekanatów w greckokatolickim egzarchacie apostolskim Republiki Czeskiej.

## Parafie
W skład dekanatu wchodzą 4 parafie:
1. parafia katedralna św. Klemensa – Praga
2. parafia Świętej Trójcy – Praga (parafia personalna dla Słowaków)
3. parafia św. Jana Nepomucena – Mladá Boleslav
4. parafia św. Floriana – Kladno

## Sąsiednie dekanaty
brneńsko–ołomuniecki, czeskobudziejowicki, liberecko–chomutowski, pilzneński, hradecki